# Câu lạc bộ bóng đá Đông Á Thanh Hóa mùa bóng 2022
Mùa bóng 2022 là mùa giải thứ 23 trong lịch sử của câu lạc bộ Đông Á Thanh Hóa và là mùa thứ 16 liên tiếp đội bóng thi đấu tại V.League 1, giải bóng đá cấp độ cao nhất trong hệ thống giải đấu của bóng đá Việt Nam.

## Đội hình
Ghi chú: Quốc kỳ chỉ đội tuyển quốc gia được xác định rõ trong điều lệ tư cách FIFA. Các cầu thủ có thể giữ hơn một quốc tịch ngoài FIFA.
| Số | VT | Quốc gia | Cầu thủ                       |
| -- | -- | -------- | ----------------------------- |
| 1  | TM | Việt Nam | Lương Bá Sơn                  |
| 2  | TV | Việt Nam | Hoàng Đình Tùng               |
| 3  | HV | Việt Nam | Vũ Xuân Cường                 |
| 4  | HV | Việt Nam | Đàm Tiến Dũng                 |
| 5  | HV | Việt Nam | Nguyễn Minh Tùng (đội trưởng) |
| 7  | TV | Việt Nam | Nguyễn Hữu Dũng               |
| 8  | TV | Brasil   | Zé Paulo                      |
| 9  | TV | Việt Nam | Lê Xuân Hùng                  |
| 10 | TV | Việt Nam | Lê Văn Thắng (đội phó)        |
| 11 | TV | Việt Nam | Lê Phạm Thành Long            |
| 12 | TV | Việt Nam | Nguyễn Thái Sơn               |
| 15 | HV | Việt Nam | Trịnh Văn Lợi                 |
| 16 | HV | Việt Nam | Đinh Tiến Thành               |
| 19 | TV | Việt Nam | Lê Quốc Phương                |

| Số | VT | Quốc gia | Cầu thủ                     |
| -- | -- | -------- | --------------------------- |
| 20 | TĐ | Việt Nam | Nguyễn Trọng Hùng           |
| 21 | HV | Việt Nam | Nguyễn Đình Huyên           |
| 23 | TM | Việt Nam | Trịnh Xuân Hoàng            |
| 25 | TM | Việt Nam | Nguyễn Thanh Diệp           |
| 26 | TM | Việt Nam | Trần Bửu Ngọc               |
| 27 | TV | Việt Nam | A Mít (mượn từ SHB Đà Nẵng) |
| 29 | HV | Việt Nam | Đoàn Ngọc Hà                |
| 31 | TV | Việt Nam | Lê Văn Cường                |
| 32 | TV | Việt Nam | Lê Ngọc Nam                 |
| 34 | TV | Việt Nam | Doãn Ngọc Tân               |
| 89 | HV | Việt Nam | Lục Xuân Hưng               |
| 91 | TĐ | Việt Nam | Lê Thanh Bình               |
| 95 | HV | Brasil   | Gustavo Sant'Ana            |
| 98 | HV | Việt Nam | Nguyễn Hữu Lâm              |
| 99 | TĐ | Brasil   | Gustavo Santos Costa        |

## Chuyển nhượng

#### Chuyển đến
| #             | VT           | Cầu thủ              | Từ           | Phí           | Ref.         |
| Đầu mùa giải  | Đầu mùa giải | Đầu mùa giải         | Đầu mùa giải | Đầu mùa giải  | Đầu mùa giải |
| ------------- | ------------ | -------------------- | ------------ | ------------- | ------------ |
| Giữa mùa giải |              |                      |              |               |              |
| 1             | TĐ           | Gustavo Santos Costa | Tự do        | Không tiết lộ |              |
| 2             | TV           | A Mít                | SHB Đà Nẵng  | Cho mượn      |              |
| 3             | TĐ           | Gustavo Sant'Ana     | Tự do        | Không tiết lộ |              |

#### Rời đi
| #             | VT           | Cầu thủ        | Đến               | Phí          | Ref.         |
| Đầu mùa giải  | Đầu mùa giải | Đầu mùa giải   | Đầu mùa giải      | Đầu mùa giải | Đầu mùa giải |
| ------------- | ------------ | -------------- | ----------------- | ------------ | ------------ |
| Giữa mùa giải |              |                |                   |              |              |
| 1             | TĐ           | Paulo Henrique | Thanh lý hợp đồng | Tự do        |              |
| 2             | HV           | Victor Kamhuka | Hết hợp đồng      | Tự do        | -            |

## Mùa giải

### Kết quả tổng quát
| Giải đấu     | Trận đấu đầu tiên | Trận đấu cuối cùng | Vòng đấu mở màn | Vị trí chung cuộc | Thành tích | Thành tích | Thành tích | Thành tích | Thành tích | Thành tích | Thành tích | Thành tích |
| Giải đấu     | Trận đấu đầu tiên | Trận đấu cuối cùng | Vòng đấu mở màn | Vị trí chung cuộc | ST         | T          | H          | B          | BT         | BB         | HS         | % thắng    |
| ------------ | ----------------- | ------------------ | --------------- | ----------------- | ---------- | ---------- | ---------- | ---------- | ---------- | ---------- | ---------- | ---------- |
| V.League 1   | 1 tháng 3, 2022   | 19 tháng 11, 2022  | Vòng 1          | Thứ 8             | 24         | 8          | 4          | 12         | 27         | 27         | +0         | 033,33     |
| Cúp Quốc gia | 10 tháng 4, 2022  | 23 tháng 11, 2022  | Vòng 16 đội     | Thứ 3             | 3          | 2          | 0          | 1          | 7          | 5          | +2         | 066,67     |
| Tổng cộng    | Tổng cộng         | Tổng cộng          | Tổng cộng       | Tổng cộng         | 27         | 10         | 4          | 13         | 34         | 32         | +2         | 037,04     |

Cập nhật lần cuối: 17 tháng 5, 2024
Nguồn: Các giải đấu